# Ward Pétré
 (février 2024).
Si vous disposez d'ouvrages ou d'articles de référence ou si vous connaissez des sites web de qualité traitant du thème abordé ici, merci de compléter l'article en donnant les références utiles à sa vérifiabilité et en les liant à la section « Notes et références ».
Ward Pétré, né le 30 janvier 1997 à Saint-Trond, est un patineur de vitesse sur piste courte belge.

## Carrière
Il participe aux Jeux olympiques d'hiver de 2018.

### Coupe du monde de 2022-2023
Aux Coupe du monde de patinage de vitesse sur piste courte 2022-2023 à Montréal, il est médaillé d'argent avec le relais mixte. Il est également médaillé d'argent et de bronze à Almaty avec le relais mixte.

### Championnats d'Europe 2023
Aux Championnats d'Europe de patinage de vitesse sur piste courte 2023 à Gdańsk, il est médaillé d'argent avec le relais mixte.

### Championnats d'Europe 2024
Aux Championnats d'Europe de patinage de vitesse sur piste courte 2024 à Gdańsk, il est médaillé d'argent avec le relais masculin.

## Palmarès

### Coupe du monde
- Montréal 2022-2023 :
  -  Médaille d'argent en relais mixte.

- Almaty 2022-2023 :
  -  Médaille d'argent en relais mixte.
  -  Médaille de bronze en relais mixte.

### Championnats d'Europe
- Gdańsk 2023 :
  -  Médaille d'argent en relais mixte.
- Gdańsk 2024 :
  -  Médaille d'argent en relais masculin.